# Sacos Plásticos
Sacos Plásticos é o décimo terceiro disco lançado pela banda brasileira de rock Titãs no dia 3 de junho de 2009. Produzido por Rick Bonadio, é o primeiro disco da banda pelo selo Arsenal Music e o primeiro de inéditas desde Como Estão Vocês?, de 2003. Sua versão especial (CD + DVD), foi lançada no dia 16 de fevereiro de 2010
O primeiro single do disco é "Antes de Você", escolhida como tema do personagem Vicente (Henri Castelli) para a trilha sonora da telenovela Caras & Bocas, exibida na faixa das 19h da Rede Globo.
O segundo single, "Porque Eu Sei Que é Amor", também faz parte de uma trilha sonora de telenovela da Rede Globo: Cama de Gato, exibida às 18h.
O álbum foi indicado e venceu o Grammy Latino de Melhor Álbum de Rock Brasileiro de 2009, empatando com o álbum Agora, do NX Zero.
Dez anos após o lançamento, Sacos Plásticos foi remasterizado e disponibilizado pela primeira vez nas plataformas digitais e serviços de streaming, como Spotify, Deezer e Apple Music com distribuição da Midas Music, atual selo de Rick Bonadio.

## Gravação do disco
Gravado no Midas Estúdios, pertencente à Arsenal Music, por Renato Patriarca, Lampadinha, Paulo Anhaia e Giu Daga. O produtor Rick Bonadio utilizou programações e efeitos eletrônicas nas músicas, algo que os Titãs não usam desde Õ Blésq Blom em 1989. Foi também a primeira vez em que o tecladista e vocalista Sérgio Britto tocou baixo. O processo de pré-produção e composição se iniciou em meados de 2008. Nessa mesma época, foi exibido um especial na MTV Brasil, mostrando imagens da banda em estúdio. Já a gravação do disco foi feita de dezembro de 2008 até abril de 2009. O disco conta com participação especial de Andreas Kisser na guitarra em "Deixa eu entrar".
Paulo Miklos não toca nenhum de seus instrumentos ditos exóticos como gaita, banjo, bandolim, saxofone, flauta transversal. Nenhuma canção foi composta ou escrita por Charles Gavin, algo que não ocorria desde o segundo disco da banda, Televisão (1985). Ele abandonou a banda no início de 2010, antes do lançamento do DVD com os videoclipes do disco.

## Faixas

### CD[5]
| N.º | Título | Música                                      | Duração |  |
| 1.  | "Amor por Dinheiro" | Sérgio Britto/Tony Bellotto                 | 2:33    |  |
| 2.  | "Antes de Você" | Paulo Miklos                                | 3:24    |  |
| 3.  | "Sacos Plásticos" | Branco Mello/Paulo Miklos                   | 3:09    |  |
| 4.  | "Porque Eu Sei que É Amor" | Sérgio Britto/Paulo Miklos                  | 3:18    |  |
| 5.  | "A Estrada" | Tony Bellotto/Sérgio Britto                 | 3:05    |  |
| 6.  | "Agora Eu Vou Sonhar" (contém um trecho do discurso "I Have a Dream", de Martin Luther King, proferido no dia 28 de agosto de 1963, em Washington D.C..) | Sérgio Britto                               | 3:33    |  |
| 7.  | "Quanto Tempo" | Tony Bellotto                               | 3:23    |  |
| 8.  | "Deixa eu Sangrar" | Sérgio Britto                               | 3:37    |  |
| 9.  | "Problema" | Paulo Miklos/Arnaldo Antunes/Liminha        | 3:55    |  |
| 10. | "Não Espere Perfeição" | Branco Mello/Sérgio Britto                  | 2:47    |  |
| 11. | "Quem Vai Salvar Você do Mundo?" | Sérgio Britto                               | 3:27    |  |
| 12. | "Múmias" | Paulo Miklos                                | 2:16    |  |
| 13. | "Deixa Eu Entrar" (com Andreas Kisser na guitarra) | Tony Bellotto/Andreas Kisser/Sérgio Britto/ | 2:48    |  |
| 14. | "Nem Mais uma Palavra" | Sérgio Britto                               | 4:00    |  |
| 15. | "Antes de Você (Versão Acústica)" | Paulo Miklos                                | 3:16    |  |

### DVD
| N.º | Título                                             | Música                                     | Duração  |  |
| 1.  | "Antes de Você"                                    | Paulo Miklos                               | 3:24     |  |
| 2.  | "Antes de Você (making of)"                        | --------                                   | -------- |  |
| 3.  | "Quanto Tempo"                                     | Tony Bellotto                              | 3:23     |  |
| 4.  | "Amor por Dinheiro"                                | Sérgio Britto/Tony Bellotto                | 2:33     |  |
| 5.  | "Porque Eu Sei que É Amor"                         | Sérgio Britto/Paulo Miklos                 | 3:18     |  |
| 6.  | "A Estrada"                                        | Tony Bellotto/Sérgio Britto                | 3:05     |  |
| 7.  | "Deixa Eu Entrar" (com Andreas Kisser na guitarra) | Tony Bellotto/Andreas Kisser/Sérgio Britto | 2:48     |  |

## Créditos
Adaptados do encarte:
- Paulo Miklos - Vocais nas faixas 2, 4, 7, 9 e 12, vocais de apoio nas faixas 1, 2, 3, 5, 6, 7, 8, 9, 11, 12 e 14, guitarra nas faixas 1, 2, 3, 5, 6, 7, 12 e 14.
- Branco Mello - Vocais nas faixas 3, 5, 7, 10, 13 e 14, vocais de apoio nas faixas 1, 6, 7, 9 e 12, baixo nas faixas 1, 2, 4, 6, 7, 8, 9 e 11.
- Sérgio Britto - Vocais nas faixas 1, 6, 7, 8 e 11, vocais de apoio nas faixas 1, 3, 4, 5, 6, 7, 9, 10, 12, 13 e 14, teclados nas faixas 2, 3, 4, 7, 11, 12 e 14, baixo nas faixas 3, 5, 10 e 13, piano na faixa 8, escaleta na faixa 14.
- Tony Bellotto - Guitarra em todas as faixas exceto 8 e 11, nas quais ele toca violão.
- Charles Gavin - Bateria em todas as faixas exceto 8, 9 e 12.

### Músicos convidados
- Rick Bonadio - Programação nas faixas 1, 2, 3, 6, 7, 9, 12, guitarra nas faixas 1, 2, 6, 9, 11, 12, 13, violão nas faixas 1, 4, teclados nas faixas 1, 2, 3, 7, 12 percussão na faixa 4, baixo nas faixas 12 e 14, piano na faixa 14.
- Eric Silver - Arranjos de cordas, violinos e violas nas faixas 4, 8, 11.
- Carole Rabinowitz - Violoncelo na faixa 8.
- Andreas Kisser - guitarra e backing vocals na faixa 13